# تپه تخت شاه ۸
تپه تخت شاه ۸ مربوط به سده‌های ۶ تا ۹ ه.ق. است و در شهرستان هیرمند، بخش قرقری دهستان قرقری، ۱/۷۵شمال غرب روستای تخت عدالت، ۱۲۰ متری شمال غرب تپه تخت شاه ۷ واقع شده و این اثر در تاریخ ۲۸ شهریور ۱۳۸۶ با شمارهٔ ثبت ۱۹۶۶۲ به‌عنوان یکی از آثار ملی ایران به ثبت رسیده است.